# Teiranès
Tiberius Julius Teiranès (en grec moderne : Τιβέριος Ἰούλιος Τειρανης), plus connu sous le nom de Teiranès, est un roi du Bosphore de la dynastie Tibérienne-Julienne régnant au IIIe siècle.
Sa période de règne dure d'environ 275-276 à 279.

## Biographie

### Origine
L'origine du roi Teiranès est inconnue. Il porte un nom d'origine iranienne identique à celui du roi d'Arménie quasi contemporain Diran. Il est peut-être un frère ou un fils de Rhescuporis IV, fils de Sauromatès III.

### Règne
Il est connu pour avoir remporté une ou plusieurs batailles contre les Goths.
Ce souverain est presque uniquement connu par son monnayage qui s'étend entre les années 573 et 575 de l'« ère du Pont », utilisée dans le royaume du Bosphore, qui porte la légende grecque « ΒΑΣΙΛΕΩΣ ΤΕΙΡΑΝΟΥ » avec à l'avers un buste diadémé du roi Teiranès à droite, coiffé d'un ruban dans un cercle de perles, et au revers un  buste de l'empereur Probus lauré à droite et en dessous la date ЕОФ de l'ère du Bosphore, l'ensemble entouré d'un cercle perlé.
Une inscription trouvée à Kertch en 1843 qui faisait partie d'un monument consacré à Jupiter Sauveur et à Junon indique qu'il portait le gentilice dynastique de Tibérius Iulius, tandis qu'une autre faite en l'honneur de la « Victoire et de la Constance » a également été retrouvée ; elle mentionne le nom de son épouse Aelia.

## Famille

### Mariage et enfants
De son union avec Aelia, il aurait peut-être eut :
- Sauromatès IV.